# Bentrup (Detmold)
Bentrup ist der nördlichste Ortsteil der lippischen Stadt Detmold in Nordrhein-Westfalen  in Deutschland.

## Geographie
Bentrup liegt etwa sieben Kilometer nördlich des Detmolder Stadtzentrums, es grenzt im Süden an die Detmolder Ortsteile Loßbruch und Oettern-Bremke. Östlich vom Dorf liegt der Steinbruch Bentrup-Loßbruch.
In Bentrup wohnen auf einer Fläche von 3,3 km² insgesamt 480 Bürger (August 2006).

## Geschichte
Erstmals wurde das Dorf Bentrup urkundlich im Jahr 1010 erwähnt, als Bischof Meinwerk von Paderborn von König Heinrich II. Grundbesitz in Bentrup erwarb.
Im Laufe der Jahrhunderte sind folgende Versionen ebenfalls als Ortsnamen belegt: Bedentorpe (1391), Bedinctorpe (1409), Bentruppe (1507, im Landschatzregister), Bentorpe (1531), Bentroppe (1535, im Landschatzregister), Benntrupp (1572, im Landschatzregister), Bentdorp (1579), Bentorff (1600, im Lemgoer Bürgerbuch), Bentorp (1618, im Landschatzregister), Bentorf (1620, im Salbuch), Bentorff (1689) sowie Bentrup (um 1758).

### 20. Jahrhundert
Am 1. Januar 1970 wurde Bentrup in die Kreisstadt Detmold eingegliedert.

## Politik
Ortsbürgermeister ist derzeit Lothar Arndt (SPD).

## Sport
Sportlich aktiv sind die Bentruper Bürger im TSV Bentrup-Loßbruch von 1921.